# Syndrome de Möbius
Pour les articles homonymes, voir Moebius.
 Mise en garde médicale
Le syndrome de Möbius ou Moebius ou encore maladie du sourire est une maladie génétique congénitale extrêmement rare.

## Historique
Ce syndrome porte le nom du professeur allemand Paul Julius Möbius,, neurologue et psychiatre qui le décrit pour la première fois en 1886.

## Épidémiologie
Le gène responsable de cette maladie n'a pas encore été identifié mais il semble localisé sur le locus q12.2-q13 du chromosome 13.
La transmission de ce syndrome reste à ce jour indéterminée mais semble apparaître de manière très sporadique.
Seulement 300 cas seraient recensés dans le monde.

## Physiopathologie
Les symptômes sont dus au sous-développement des sixième et septième nerfs crâniens. D'autres nerfs crâniens sont souvent touchés (3e, 5e, 7e, 9e, 11e et 12e).
L'exposition in utéro au misoprostol, une pilule abortive pourrait multiplier par 30 à 50 la probabilité d'en être atteint.

## Diagnostic

### Signes fonctionnels
Cette maladie se caractérise par une paralysie faciale congénitale : les personnes atteintes du syndrome de Möbius ne peuvent ni sourire ni froncer les sourcils ; souvent elles ne peuvent pas cligner les yeux ni les bouger d'un côté ou de l'autre.
Dans quelques cas, le syndrome est aussi associé à des problèmes physiques sur d'autres parties du corps : un raccourcissement et une déformation de la langue, de la mâchoire ou encore des malformations des membres telles qu'un pied bot, des doigts manquants ou palmés.
Chez les nouveau-nés, le premier signe clinique est une diminution de l'aptitude à téter. Les personnes peuvent baver de façon excessive, être atteintes de strabisme et d'une difficulté à respirer. La plupart des enfants souffrent d'une tonicité musculaire affaiblie plus particulièrement dans la partie supérieure du corps. Certains nouveau-nés naissent aveugles.
Le syndrome de Möbius est quelquefois accompagné du syndrome de Pierre Robin (un des syndromes du premier arc) et du syndrome de Poland.

### Examen clinique
L'examen clinique est très complexe et n'oriente généralement pas vers cette maladie en premier lieu.
L'observation peut révéler une limitation de l'ouverture de bouche, une mobilité de la langue limitée, ainsi qu'un aspect de strabisme en plus d'expressions faciales très limitées.

## Prise en charge
La correction de troubles de ce syndrome passe par la chirurgie plastique et reconstructrice. Plusieurs spécialistes officient à l'hôpital Necker (Paris).

## Évolution et complications
Chaque cas de syndrome du Möbius est différent et chaque personne peut être atteinte à un stade différent.
De l'orthophonie est nécessaire pour aider l'enfant à articuler.

Deux opérations a minima sont à envisager pour que la personne atteinte de ce syndrome puisse retrouver une partie de ses fonctions faciales. Une rééducation lourde de deux ans minimum est à prévoir par opération.